# Synodontis robbianus
Synodontis robbianus är en afrikansk, afrotropisk fiskart i ordningen Malartade fiskar som lever endemiskt i Nigeria. Den är främst nattaktiv. Denna fisk kan bli upp till 13,8 cm och lever i strax under tre år.